# Bác văn lục
Bác văn lục là một thư tịch cổ của Việt Nam, do một tác giả khuyết danh viết tay và xuất bản năm Tự Đức thứ 12 1937.
Nội dung sách chép lại một số truyện ký và tiểu thuyết truyền kỳ của Trung Quốc. Các truyện thường có một chủ đề về đạo đức ứng xử, nêu ngay ở tên truyện như Nhẫn ư huynh [忍於兄] (chịu nhịn với anh), Từ ư chúng [慈於񠏊] (nhân từ với mọi người), Hiếu ư thân [孝於親] (hiếu với cha mẹ), Vật phá nhân phương thuật [勿破人方術] (không phá thuật lạ của người), Chỉ dẫn thất lộ nhân [指引失路人] (chỉ dẫn cho người bị lạc đường)...
Các truyện đều không rõ xuất xứ, chỉ riêng ở truyện Khổ công giáo điệt (khổ công dạy cháu) có ghi "xuất Bác văn lục 出博文錄" nhưng cũng không ghi đủ các yếu tố thư mục như tác giả, nhà tàng bản... Cuối sách có một bài không có đầu đề, nội dung là lời tự thuật của Trần Củng Uyên, người xã Ngoại Lãng huyện Thư Trì (nay thuộc xã Song Lãng, huyện Vũ Thư, tỉnh Thái Bình), 19 tuổi đỗ Tiến sĩ khoa Bính Tuất (1496) đời Hồng Đức.